# Umbilicus chloranthus
Umbilicus chloranthus là một loài thực vật có hoa trong họ Crassulaceae. Loài này được Heldr. & Sart. ex Boiss. miêu tả khoa học đầu tiên năm 1872.